# Cauar
Cauar, também grafado Kawar ou Kaouar, é uma região árida no nordeste do Níger na fronteira com a Líbia e Chade. A paisagem é dominada por uma falésia de 150 quilômetros de comprimento, cujo ponto culminante é o pico Zunri, com 576 metros de altitude. Em seus oásis, dos quais os mais notáveis são Bilma, Dircu, Anei e Seguedine, produz-se sal e tâmaras. A região é povoada por tubus e foi zona de contenção entre grupos tuaregues, tendo sido controlada secularmente pelo Império de Canem e, depois, pelo Império de Bornu. Também desempenhou um papel central nas caravanas azalais.